# Public Bank FC
Public Bank FC – malezyjski klub piłkarski z siedzibą w Selayang działający w latach 2003–2006.

## Historia
Klub został założony w 2003 roku w Selayang. W sezonie 2003 zespół debiutował w Premier II League i zakończył rozgrywki na pierwszym miejscu. Występował w Super League w 2004 i 2005 roku. W swoim pierwszym sezonie w Super League zajął drugie miejsce po Pahang FA. W następnym roku uplasował się na przedostatniej 7 pozycji i został zdegradowany do Premier League. W 2006 wycofał się z rozgrywek Premier League powołując się na trudności finansowe. W rezultacie klub otrzymał zakaz gry we wszystkich rozgrywkach organizowanych przez Malezyjski Związek Piłki Nożnej na 5 lat. W 2006 został rozwiązany. 

## Sukcesy

### Trofea międzynarodowe
Nie uczestniczył w rozgrywkach azjatyckich (stan na 31-05-2014).

### Trofea krajowe
| \| \| Zdobyte trofea w rozgrywkach Malezji (stan na: 31-05-2014) \| |                                                            |      |            |
| Rozgrywki                                                           | Osiągnięcie                                                | Razy | Sezon(y)   |
| Mistrzostwo                                                         | I miejsce                                                  | 0    |            |
| Mistrzostwo                                                         | II miejsce                                                 | 1    | 2004       |
| Mistrzostwo                                                         | III miejsce                                                | 0    |            |
| Puchar                                                              | zdobywca                                                   | 0    |            |
| Puchar                                                              | finalista                                                  | 0    |            |
| Puchar                                                              | ćwierćfinalista                                            | 2    | 2003, 2004 |
| Puchar Ligi                                                         | zdobywca                                                   | 0    |            |
| Puchar Ligi                                                         | finalista                                                  | 0    |            |
| Puchar Ligi                                                         | półfinalista                                               | 1    | 2005       |
| II liga                                                             | I miejsce                                                  | 1    | 2003       |
| II liga                                                             | II miejsce                                                 | 0    |            |
| II liga                                                             | III miejsce                                                | 0    |            |
| Malezja                                                             | Zdobyte trofea w rozgrywkach Malezji (stan na: 31-05-2014) |      |            |

## Stadion
Klub rozgrywał swoje mecze domowe na stadionie Majlis Perbandaran Selayang Stadium w Selayang, który mógł pomieścić 10 tys. widzów.